# Краљ лавова
Краљ лавова (енгл. The Lion King) је амерички анимирани филм из 1994. године. Ово је 32. дугометражни цртани филм рађен у продукцији Компаније Волт Дизни.
Српску синхронизацију је 2011. године радио студио Моби, а режирао ју је Драган Вујић. Премијеру је имала 1. јануара 2012. године на каналу РТС 1.

## Радња
Радња се дешава у Племенској Земљи, а главни лик је будући краљ лавова Симба. На почетку филма Симба се тек рађа, а краљ је његов отац, Муфаса. Али ту је и љубоморни краљев брат Скар, који жели да се докопа круне. Спреман је на све да би завладао Племенском Земљом. После пар неуспешних покушаја убија Муфасу и тајно протерује Симбу, лажући цело краљевство да је и Симба мртав. Симба протеран наиђе на Тимона и Пумбу, мерката и свињу, припаднике филозофије Хакуна Матата. Они га чувају док не израсте у правог краља. Затим се случајно сретне, са старом пријатељицом Налом и заљубљују се један у другог. Тада га Нала одведе краљевство које је Скар опустошио, ту Симба у борби освећује свога оца и узима круну.

## Ликови
- Симба је главни лик, будући краљ.
- Нала је Симбина пријатељица, и будућа жена, као што је Зазу предвидео.
- Зазу је птица, краљев саветник.
- Скар је зли краљев брат и Симбин стриц који је љубоморан на Муфасу и Симбу.
- Муфаса је краљ, Симбин отац.
- Сараби је Симбина мајка, и Муфасина жена, краљица.
- Ед, Шензи и Банзаи су хијене, Скарова војска.
- Тимон и Пумба су меркат и свиња, припадници филозофије Хакуна Матата који одгајају Симбу.

## Улоге
| Улога              | Глас                 | Српски глас                                   |
| ------------------ | -------------------- | --------------------------------------------- |
| Симба              | Метју Бродерик       | Слободан Стефановић                           |
| Муфаса             | Џејмс Ерл Џоунс      | Владан Живковић                               |
| Скар               | Џереми Ајронс        | Владан Савић Срђан Чолић (вокал)              |
| Нала               | Мојра Кели           | Јелена Стојиљковић                            |
| Тимон              | Нејтан Лејн          | Милан Антонић                                 |
| Пумба              | Ерни Сабела          | Драган Вујић                                  |
| Рафики             | Роберт Гијом         | Миленко Павлов                                |
| Зазу               | Роуан Аткинсон       | Никола Булатовић                              |
| Сараби             | Маџ Синклер          | Вања Милачић                                  |
| Шензи              | Вупи Голдберг        | Душица Новаковић                              |
| Банзаи             | Чич Марин            | Срђан Јовановић                               |
| Ед                 | Џим Камингс          |                                               |
| Сарафина           | Зои Лидер            | Александра Радовић                            |
| Мали Симба         | Џонатан Тејлор Томас | Михаило Богдановски Александар Мракић (вокал) |
| Мала Нала          | Никета Калами        | Исидора Радовановић                           |
| Животни круг       | Кармен Твили         | Александра Радовић                            |
| Љубав је у ваздуху | Кристал Едвардс      |                                               |